# Aître Saint-Maclou (Rouen)
L'aître Saint-Maclou est un ancien aître, charnier datant du XIVe siècle, situé au no 184, rue de Martainville sur la commune française de Rouen dans le département de la Seine-Maritime en région Normandie. Il constitue un des rares exemples d'ossuaire de ce type subsistant en Europe.
L'aître Saint-Maclou fait l’objet d’un classement au titre des monuments historiques par la liste de 1862.

## Historique
L'aître Saint-Maclou tire son nom du vieux français aitre, ayant eu le sens de « cimetière », issu du latin atrium, qui désigne la cour intérieure d'entrée précédant l'entrée d'une villa romaine, d'où par extension le cimetière situé avant l'entrée de l'église ; et de la paroisse Saint-Maclou, dont l'église du XVe siècle se situe à proximité.
Le cimetière Saint-Maclou remonte à la peste noire de 1348. On en trouve les premières mentions en 1362. À la suite d'une nouvelle épidémie de peste au XVIe siècle, il devient nécessaire d'en augmenter la capacité. La paroisse décide alors d'aménager des galeries surmontées de combles, destinés à contenir les ossements que l'on exhumait pour gagner de la place. L'édification de l'ossuaire débute en 1526 par la galerie ouest, sous la direction de Guillaume Rybert. Les galeries nord et est sont bâties durant les années qui suivent, elles sont achevées respectivement en 1529 et 1533. Les statuettes des colonnes sont endommagées en 1562 lors des guerres de Religion.
La galerie du sud n'est en revanche réalisée qu'en 1651, à la suite d'un legs du père Robert Duchesne, destiné à abriter une école pour les garçons pauvres de la paroisse, malgré l'utilisation toujours active du cimetière. La chapelle Saint-Michel est érigée par Pierre Daust en 1658. Les premières écoles datent de 1661 pour les garçons, de 1678 pour les filles.
En 1705, l'école de charité, créée dans ces lieux en 1659, est confiée aux Frères des Écoles chrétiennes, institut fondé à Rouen, par saint Jean-Baptiste de La Salle. L'école est établie entre la chapelle des Trépassés et la chapelle Saint-Michel.
En 1705, les ossements entreposés dans les combles des galeries sont enlevés. De 1745 à 1749, les galeries sont rehaussées et les combles transformés en vrais niveaux. Au XVIIIe siècle, 700 à 800 enfants sont scolarisés dans le site. Le rez-de-chaussée de l'aile Ouest reste ouvert et conserve sa vocation de liaison entre la rue de Martainville et la rue Géricault. L'aile Sud est construite pour l'hébergement des prêtres. Le charnier est partiellement reconstruit à la suite d'un incendie en 1758.
En 1768, un atelier de filature s'installe dans les lieux.
Le Parlement de Normandie ordonne la suppression des lieux de sépulture urbains en 1779, à la suite d'une ordonnance royale. Le cimetière Saint-Maclou est en conséquence fermé en 1781. Il est déplacé au Mont-Gargan en 1782. La croix centrale est détruite en 1792, et remplacée en 1818.
En 1793, sous la Terreur, l'atelier de filature est remplacé par une fabrique d'armes et un club de quartier.
En 1859, on entreprend des travaux de restauration.
En 1911, un pensionnat de jeunes filles remplace l'école des frères (fermée en 1907). La ville de Rouen fait en 1927 l'acquisition des bâtiments, laissés dans un état de semi-abandon. Elle y installe le Musée d'art normand qui occupait l'église Saint-Laurent, chose faite en 1938 sous la supervision du conservateur Fernand Guey après restauration des bâtiments. Le musée y connaît une brève existence puisque l'école des Beaux-Arts s'y installe après le 9 juin 1940, jour funeste de l'incendie de la halle aux Toiles pour y accueillir quelque 200 étudiants dans ses locaux ; elle en déménage à l'été 2014.
En 1953, une enseigne en fer forgé est installée pour indiquer l'entrée de l'aître.

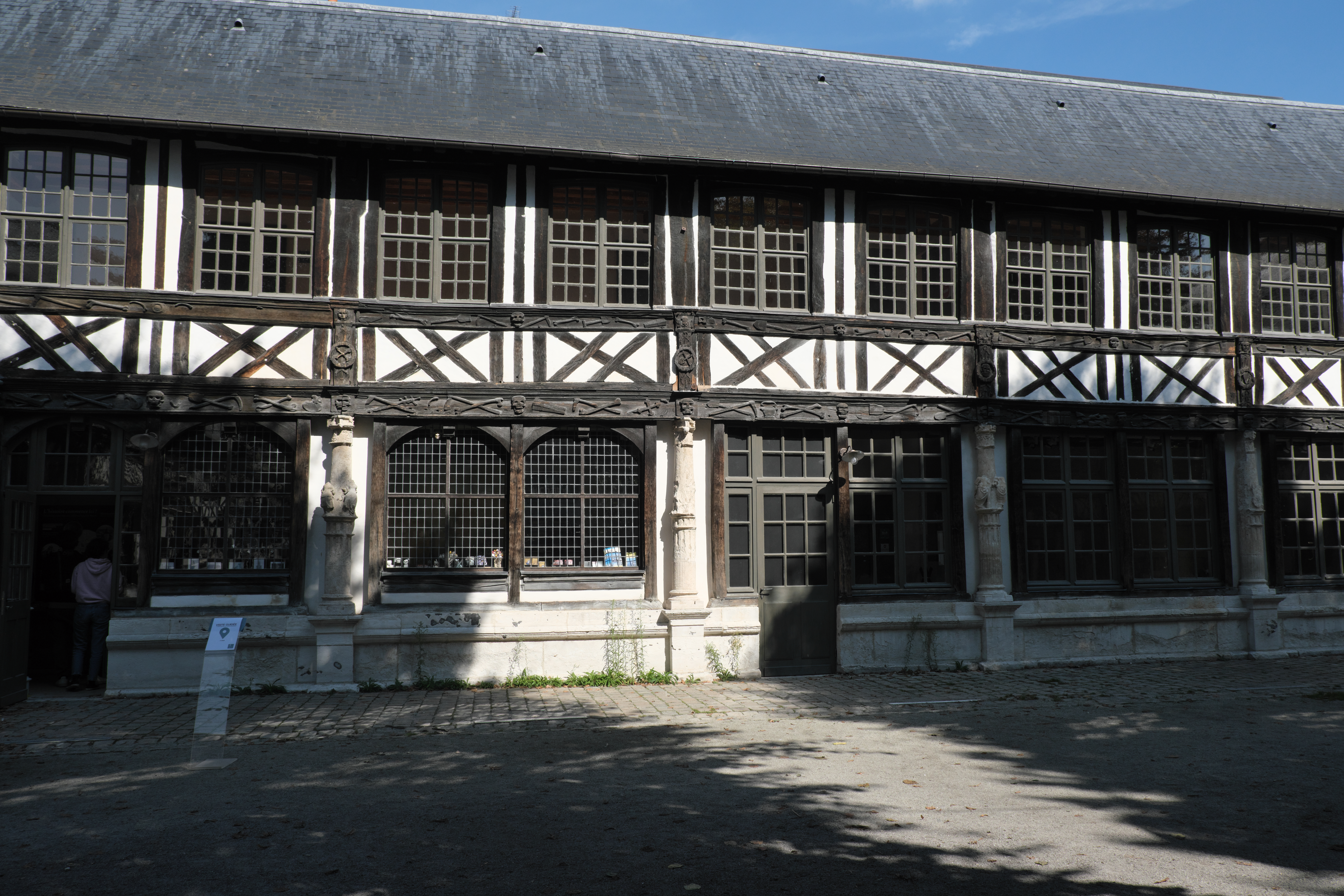
Détail d'une galerie

De 1999 à 2002, des travaux sont prévus par la ville. Le départ des Beaux-Arts envisagé, la mairie le veut définitif.
Des fouilles archéologiques entreprises dans la cour en 2016 et 2017 mettent au jour de nombreux squelettes.

## Rénovation duXXIesiècle
Une rénovation générale a été entreprise à partir de mai 2018 sous la maîtrise d’œuvre de l'architecte en chef des Monuments historiques, Richard Duplat, qui a pris l'année 1880 comme point de référence permettant de valoriser les différents états du bâtiment à travers son histoire. Près d'une bonne trentaine d'entreprises et 15 corps de métiers spécialisés dans les monuments historiques sont intervenants (couvreurs, électriciens, maçons, menuisiers, chauffagistes, charpentiers, tailleurs de pierre, restaurateurs de sculpture sur bois et pierre, restaurateurs de décor peint et de papier peint, lustriers, etc.).
Le budget global des études et des travaux de la Métropole s'est élevé à 14 millions d'€ HT. Ce projet ambitieux fut soutenu :
- par la Région Normandie : 4 million d'€ dans le cadre du contrat de Métropole conclu en 2015 ;
- par l'État : 1,6 million d'€ dans le cadre du Pacte culturel signé le 20 mai 2015 ;
- par la Caisse des Dépôts et Consignations : 30 000 €.

## Description
L'aître Saint-Maclou se présente sous la forme d'un grand quadrilatère entouré de trois galeries , construites de 1527 à 1533.
L'ossuaire se compose de quatre galeries encadrant une place centrale ; il est large de 32 mètres pour une longueur de 48 mètres. Les trois premières galeries sont réalisées en pans de bois au-dessus d'un soubassement en pierre, les fûts des colonnes de pierre sont sculptés de décors de la première Renaissance associant scènes bibliques, personnages fantastiques et motif floraux. On y trouve aussi bien le paradis avec Adam et Ève confrontés à l'arbre de la Connaissance, que des petits monstres saugrenus. La galerie du sud du XVIIe siècle est en revanche dépourvue de soubassement et de sculptures. Les galeries sont fermées par des cloisons en pans de bois maçonnés et des fenêtres lors de la construction d'un étage au XVIIIe siècle. L'aile Nord et l'aile Est sont occupées par la Galerie des Arts du feu.
Les sablières et les potelets sont décorées de motifs macabres, ossements (crânes, tibias, omoplates), instruments liturgiques ou encore d'outils de fossoyeur, avec des pioches ou cercueils. Les colonnes des galeries Ouest et Est sont ornées de couples figurant une danse macabre. On peut également y voir un chat momifié.

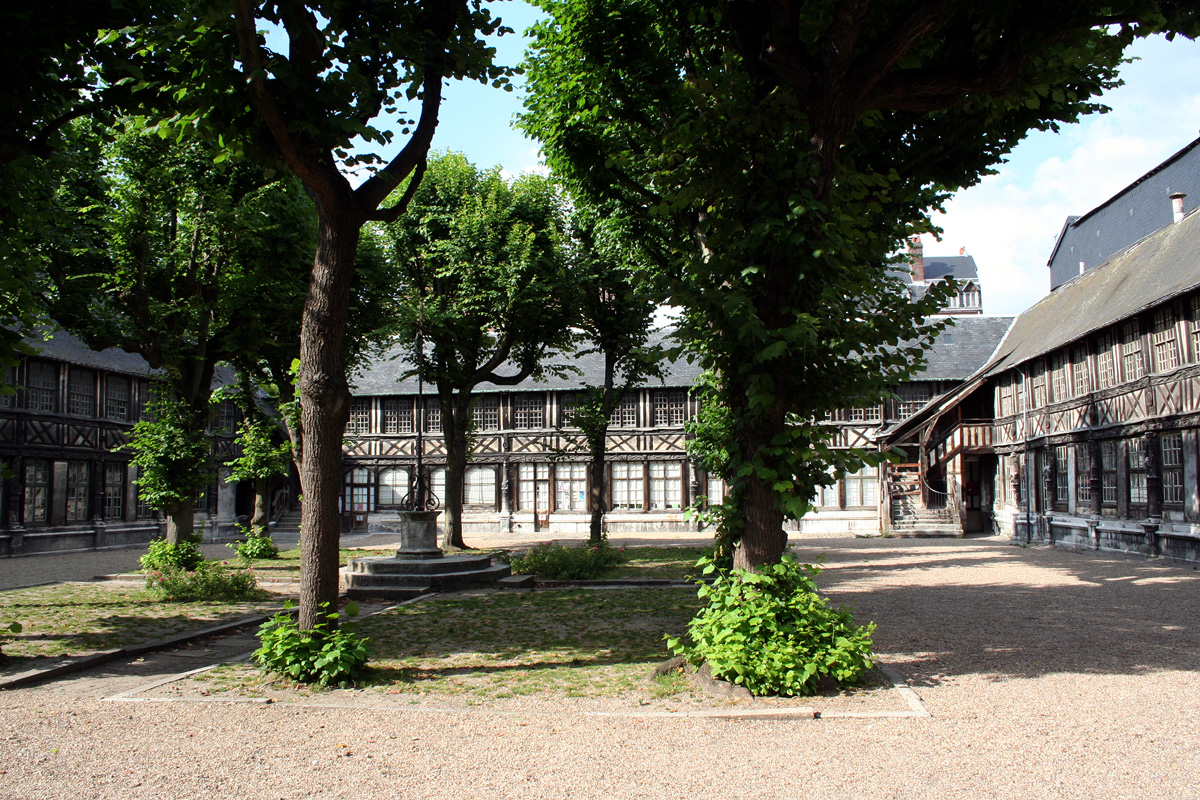
Place centrale.
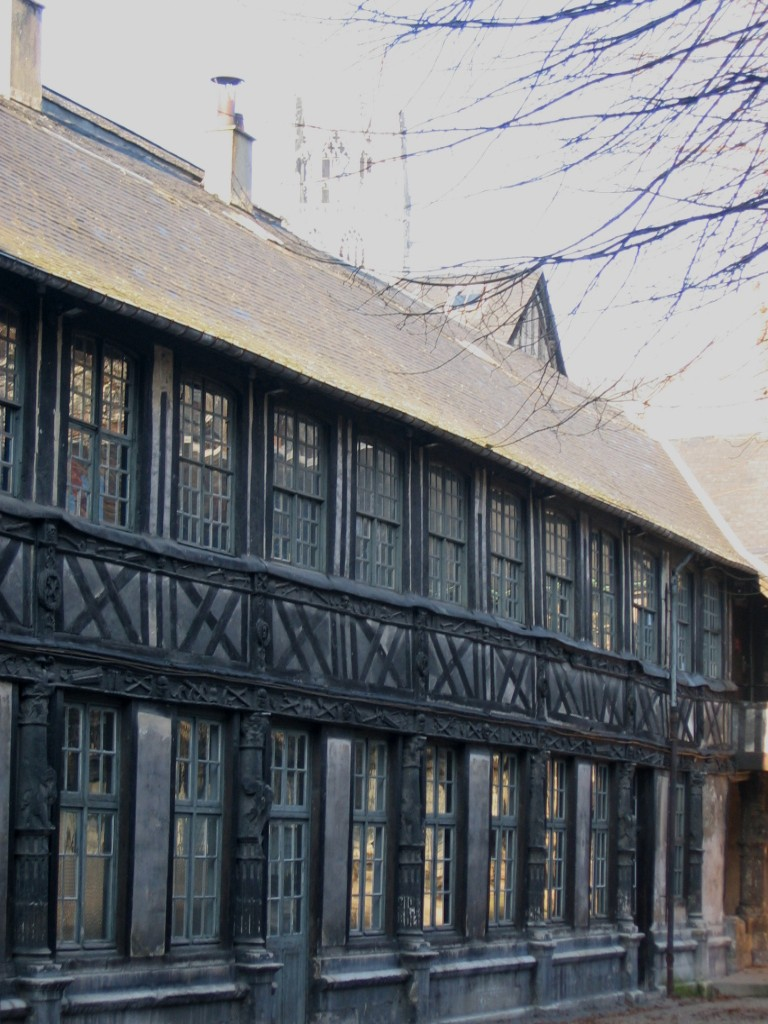
Galerie de l’aître Saint-Maclou.
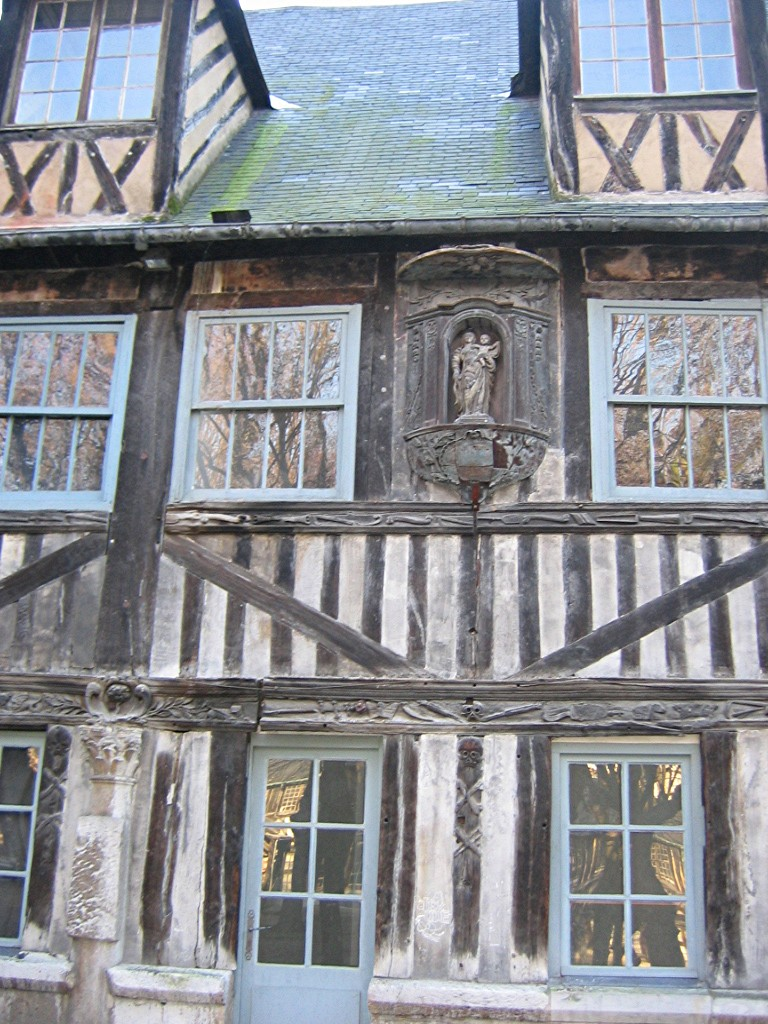
Détail de la façade d’une galerie.
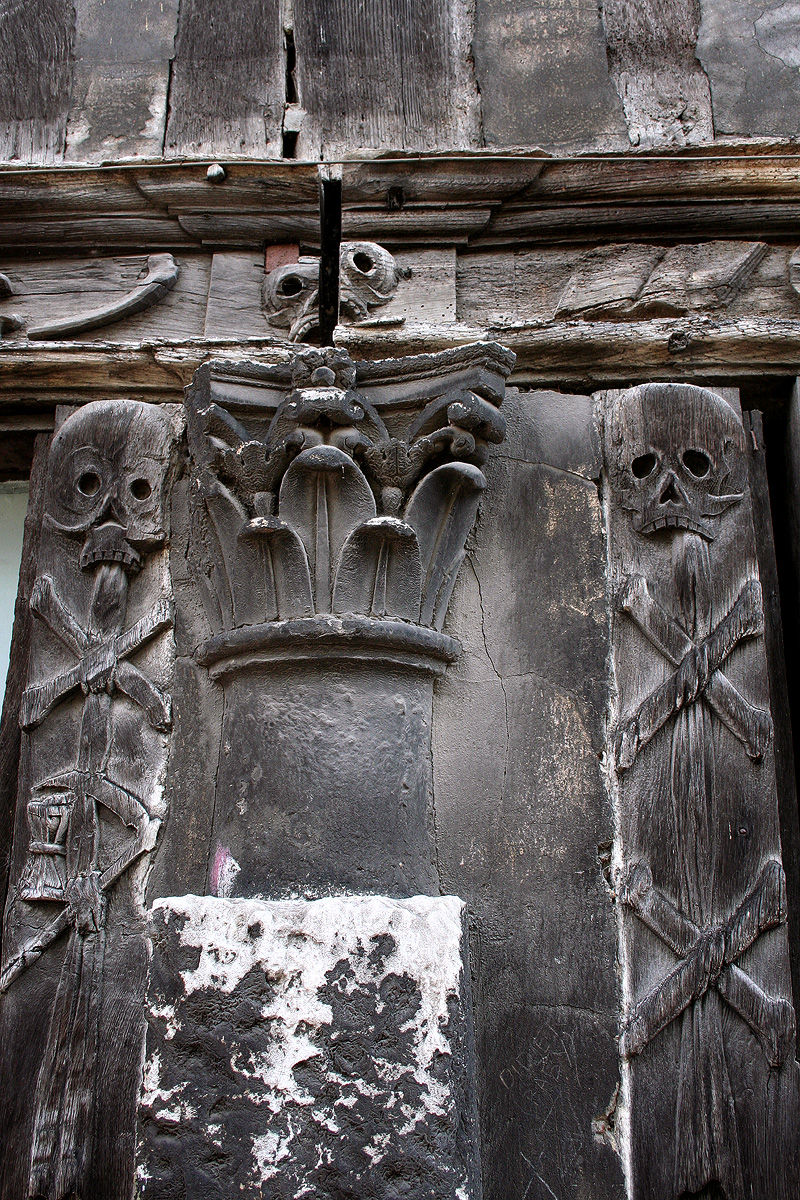
Détail des boiseries.
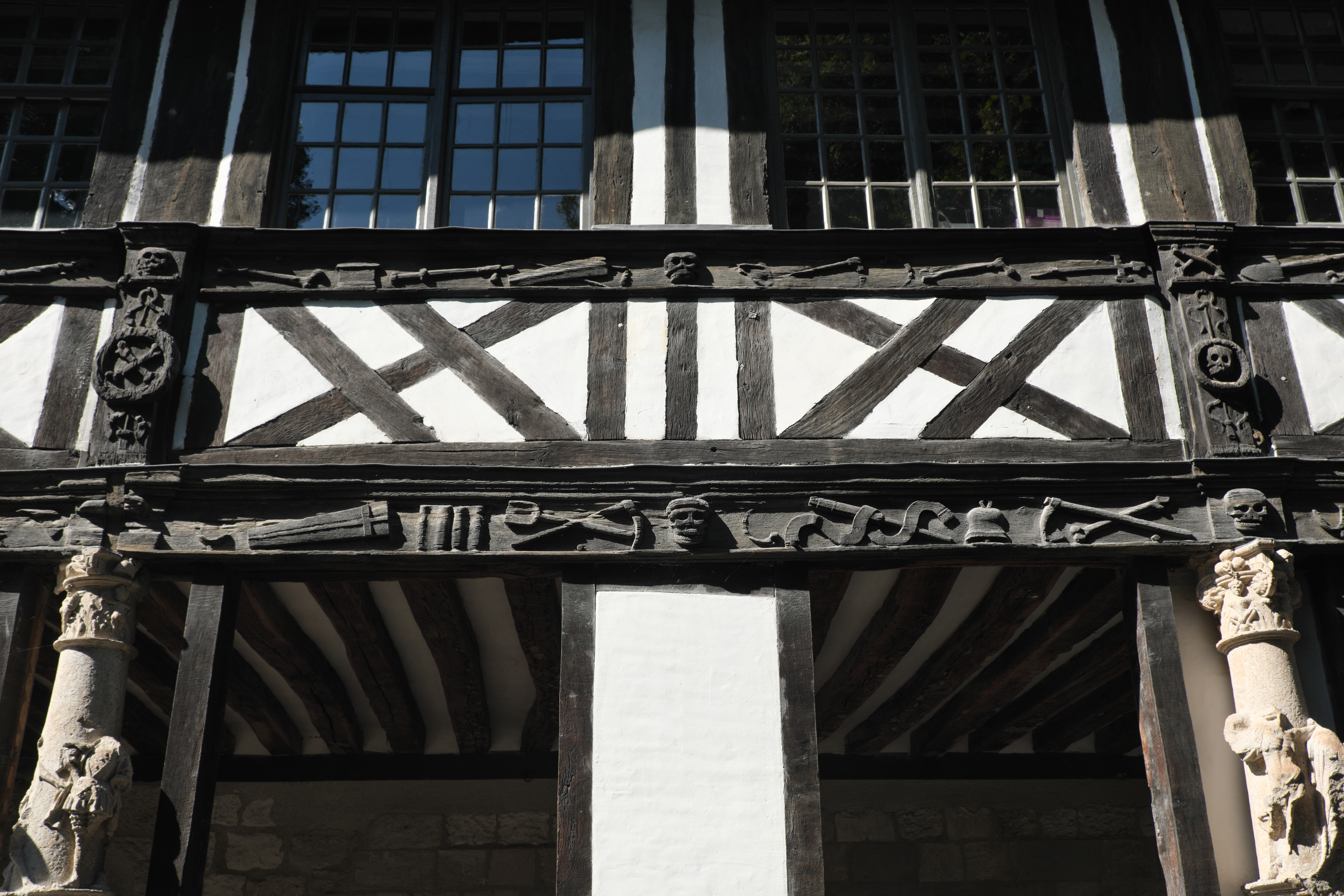
Après restauration
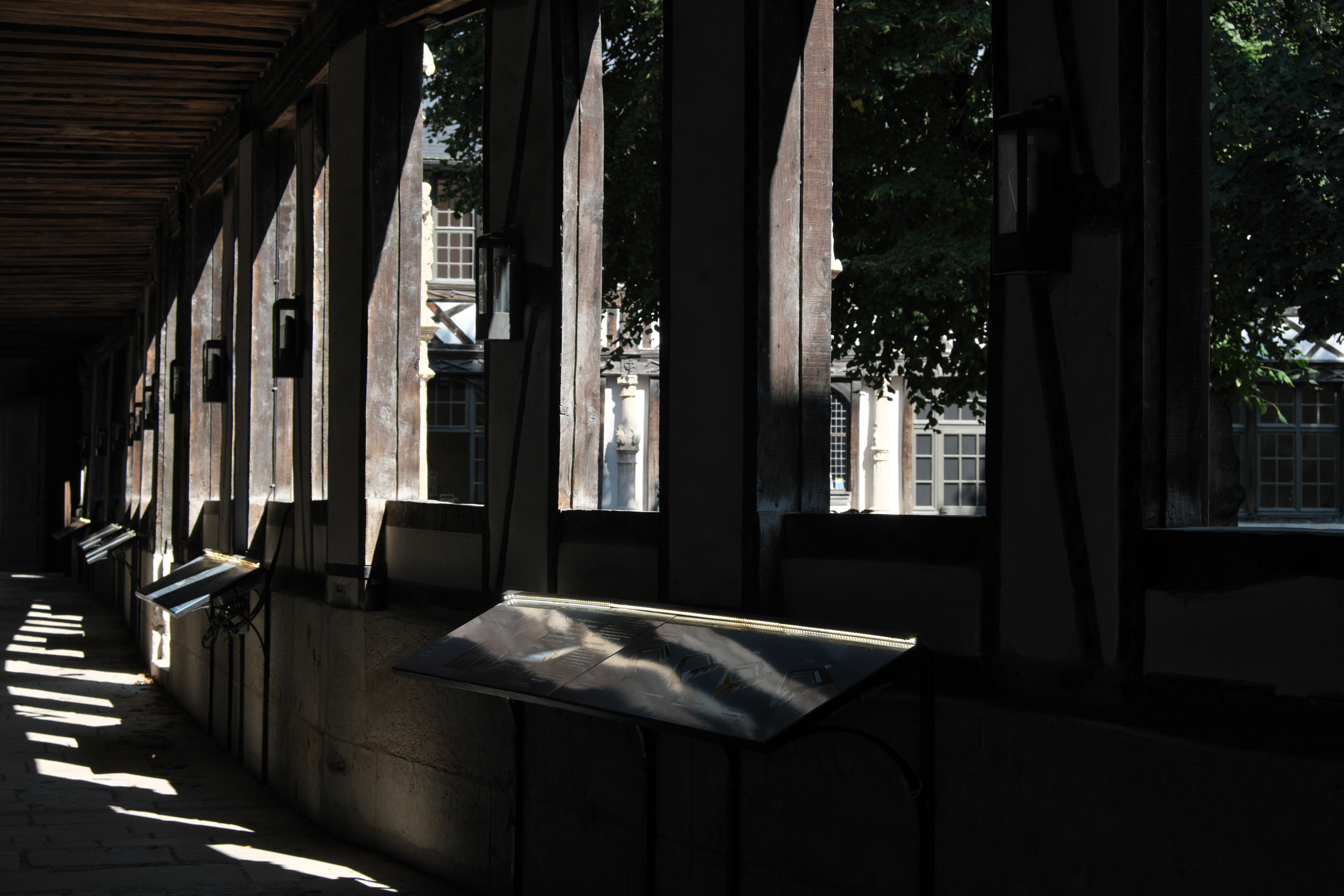
Galerie
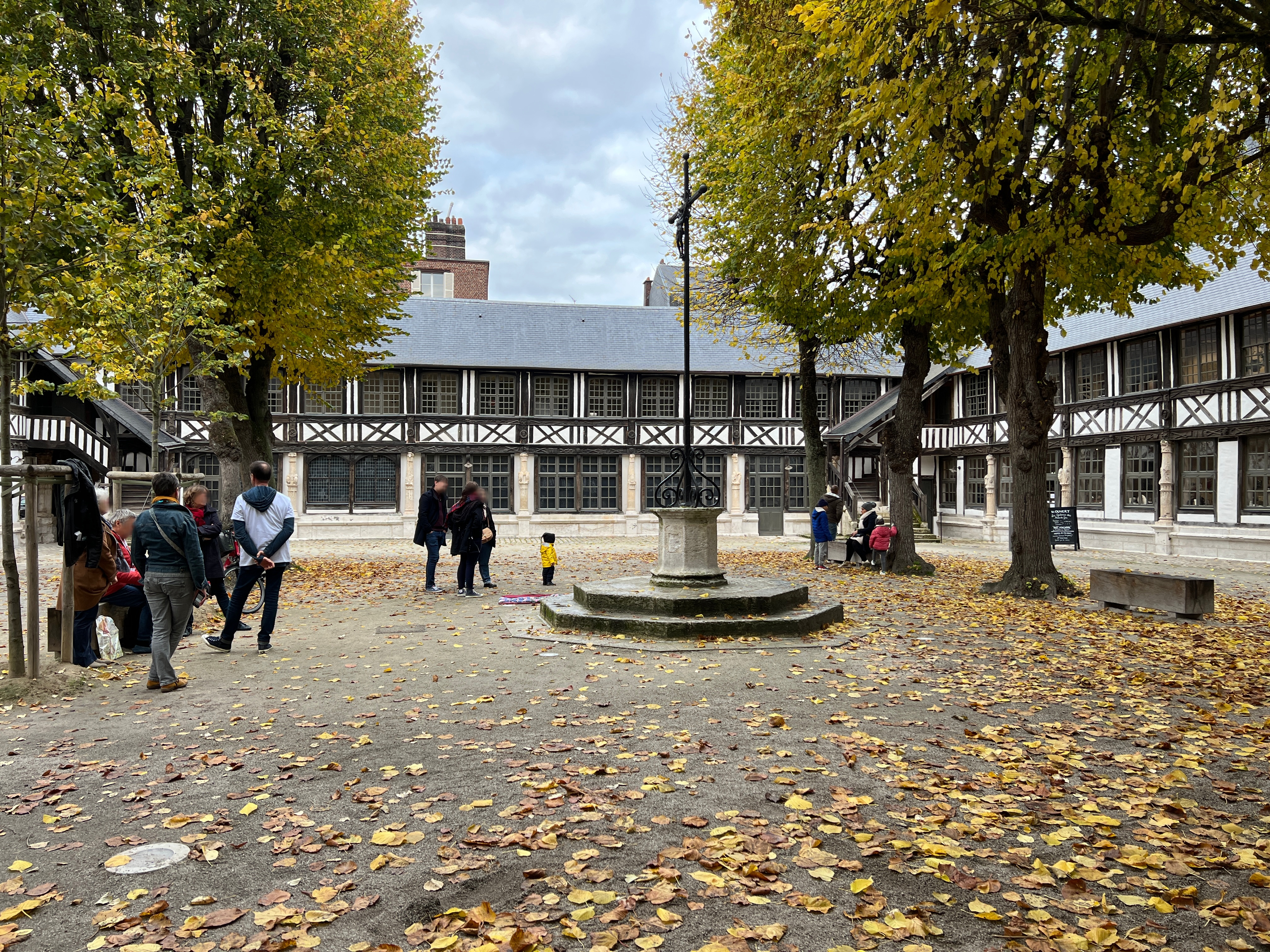
Après restauration
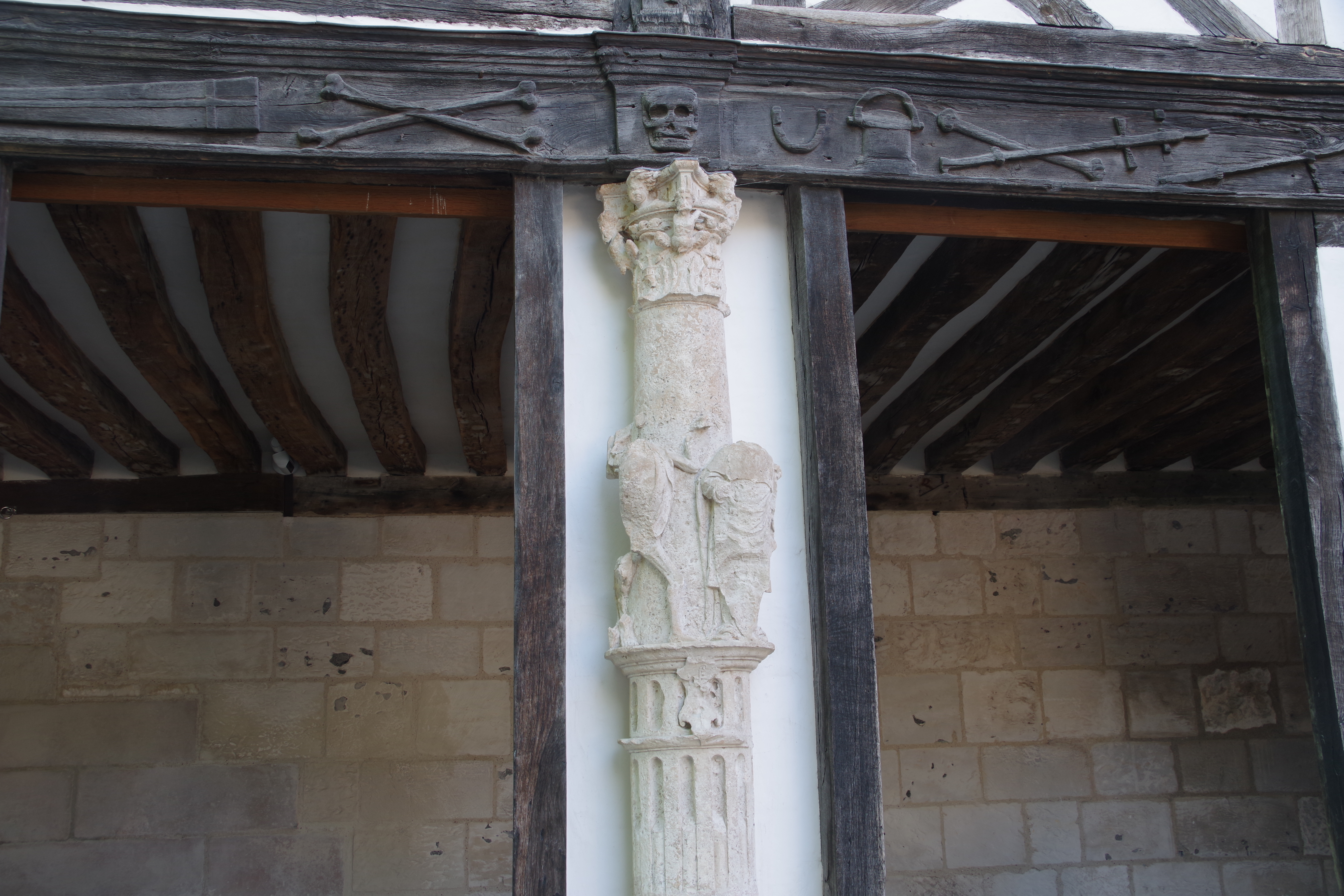
Danse macabre

## L'aître dans les arts

### Musique
Il est mention d'un « vieux clos désert à Saint-Maclou » dans une chanson de Francis Yard.